# Кайлярски рид
Кайлярският рид или Бърдо (на гръцки: Μπορντό) е планински рид в Кайлярско, северозападната част на Гърция.

## Описание
Ридът е разположен в равнината Саръгьол, северозападно от град Кайляри (Птолемаида), като разделя Кайлярското поле на югоизток от Конуйското поле на северозапад. Има посока югозапад - североизток. Започва от Мурик (Морики) при село Дебрец (Анарахи), което е точно в котловината, която разделя двете възвишения. Завършва при Биралското езеро на река Чернево югозападно от село Биралци (Пердикас).
| Име          | Име                 | Височина | Местоположение         |
| ------------ | ------------------- | -------- | ---------------------- |
| Мел, Мело    | Θεοτόκος, Μέλο      | 746,3 m  | СИ от Дебрец (Анарахи) |
| Бари         | Μπάρες, Λάκκες      |          | Ю от Конуй (Дросеро)   |
| Бърдо        | Μπορντό, Χαρακώματα | 804 m    | И от Конуй (Дросеро)   |
| Гьола        |                     | 733 m    | ИСИ от Конуй (Дросеро) |
| Курия        | Κουρί               |          | СИ от Конуй (Дросеро)  |
| Голема тумба | Μεγάλη Τούμπα       | 746,3 m  | СИ от Конуй (Дросеро)  |